# 幽灵网
幽灵网（英語：GhostNet），也译作幽灵网络、鬼网，指的是蒙克国际研究中心发现的以中华人民共和国为基地的一个庞大电子间谍网络，该系统用于专门盗取银行、各国大使馆、外交部和政府机构的信息，最近两年间已渗透到至少103个国家的1295台政府和私人电脑中。此电子间谍系统目前仍在运作，每星期有十多台新的电脑遭入侵或监视。虽然这些服务器大部分设置在中国，但没有确切证据表明中国政府参与或支持了这个项目。

## 发现
据加拿大多伦多大学蒙克国际研究中心（Munk Centre for International Studies）的研究人员称，“幽灵网”是由他们在经过10个月的调查之后发现的，于2009年3月29日首先发表在《纽约时报》上。据《纽约时报》报道，蒙克国际研究中心的研究者是在接到西藏流亡政府的要求，协助调查其电脑系统是否遭到侵犯后，进而发现“幽灵网”已經入侵全球多個国家及机构。英国剑桥大学计算机实验室的研究人员亦有參與該項调查中有關西藏方面的研究。
西藏流亡政府声称其电脑系统受到了中华人民共和国当局的入侵和监视，因为该电脑系统中的一些邮件和资料曾丢失。而且，据报道，在西藏流亡政府向某外交官透過邮件发出访问邀请后，北京当局就曾致电该外交官，意图阻止其与达赖喇嘛会面。另据报道，一名曾经在网络上联络海外藏人和境内藏人的女士也曾被中华人民共和国当局禁止入藏，并被出示相关的联络内容。
其中一些受入侵或监视的机构包括印度、韩国、印尼、罗马尼亚、塞浦路斯、马耳他、泰国、中華民國、葡萄牙、德国和巴基斯坦的大使馆，西藏流亡政府设在印度、布鲁塞尔、伦敦和纽约的办事处，以及伊朗、孟加拉国、拉脱维亚、印尼、菲律宾、文莱、巴巴多斯和不丹等国的外交部。除西藏流亡政府外，受监视的大多为东南亚和南亚的政府机构。虽然北约组织的一台电脑曾受监视半天，印度駐华盛顿的大使馆也曾被入侵，但目前还没有美国和英国政府电脑系统遭到渗透的迹象。

## 主要功能
《美国之音》引述多伦多大学沃尔顿的话说，入侵者通过电子邮件附件的方式向对方植入恶意软件而达到目的。多伦多大学的研究报告还指出，除了常见的窃取资料之外，“鬼网”还可能让遭到植入的电脑自动打开摄影与录音功能，对室内进行监视。

## 与中华人民共和国政府的关系
控制该间谍系统的计算机几乎全部设在中华人民共和国，4部服务器中有3部在中华人民共和国的海南岛、广东和四川，第4部则在美国加州南部。但研究人員表示，無法斷言中华人民共和国政府介入其事，主謀者有可能是與政府無關的營利組織、或是中华人民共和国民間的「愛國駭客」。也有可能是其他国家的情报机构或內部勢力。虽然没有确切的证据表明中华人民共和国政府参与其中，不过剑桥大学研究员的一份报告中，研究员确信这些入侵行为与中华人民共和国政府有关。
中华人民共和国外交部和纽约与伦敦的外交人员都否认中华人民共和国政府参与或支持了幽灵网项目。并且认为这是捏造的谣言，是对中华人民共和国的抹黑与攻击。另外据中华人民共和国的《环球时报》报道，中华人民共和国的一些专家也对这种说法进行了驳斥。